# Fusion (jeu vidéo)
Pour les articles homonymes, voir Fusion.
Fusion est un jeu vidéo de type shoot 'em up développé par Bullfrog Productions et publié par Electronic Arts sur Amiga et Atari ST en 1988. Le jeu se déroule dans un univers de science-fiction dans lequel le joueur a pour objectif de détruire une planète défendue par des extraterrestres. Pour cela, il explore une succession de niveaux afin de collecter les éléments d'une bombe qui lui permet ensuite de faire exploser la planète. Le joueur contrôle un vaisseau de ravitaillement qui survole les obstacles et peut se poser à la surface afin de débarquer un véhicule d'assaut, qui se déplace au sol. Les deux engins ont des fonctions différentes. Seul le véhicule d'assaut peut ainsi déclencher les boutons permettant de progresser dans les niveaux alors que le ravitailleur permet de repérer les lieux et de déposer le véhicule dans des endroits autrement inaccessibles. Dans sa progression, le joueur est confronté à différents types d'ennemis dont des tourelles de défense, des véhicules et des missiles à tête chercheuse.

## Accueil
| Fusion                   |      |        |
| Média                    | Nat. | Notes  |
| ACE                      | GB   | 60.7 % |
| Amiga Computing          | GB   | 73 %   |
| Amiga User International | GB   | 6/10   |
| Gen4                     | FR   | 69 %   |
| The One                  | GB   | 80 %   |
| Tilt                     | FR   | 16/20  |
| Zzap!64                  | GB   | 87 %   |